# Коцарь, Сергей Леонидович
Серге́й Леони́дович Ко́царь (6 февраля 1935 — 28 марта 2000) — учёный-металлург, ректор Липецкого государственного технического университета (1986—2000), уроженец Липецка.

## Биография
С. Л. Коцарь родился 6 февраля 1935 года в Липецке. В годы Великой Отечественной войны его семья эвакуировалась в Челябинск, где он окончил среднюю школу. В 1952 году поступил в Московский институт стали и сплавов (МИСиС), откуда в 1953 году перевёлся в Уральский политехнический институт им. С. М. Кирова (УПИ) в Свердловск. После окончания института (в 1957) с отличием по специальности «Обработка металлов давлением» (ОМД) Коцарь поступил в аспирантуру, успешно защитил кандидатскую диссертацию, после чего работал в УПИ.
В Липецк С. Л. Коцарь вернулся в 1966 году, поступив на работу в Липецкий филиал Московского института стали и сплавов (с 1977 — Липецкий политехнический институт) на кафедру механического оборудования металлургических заводов (МОМЗ), где был избран на должность доцента. В 1977—1986 годах доктор технических наук, профессор Коцарь был заведующим кафедрой ОМД-МОМЗ. С 1986 года С. Л. Коцарь — ректор Липецкого политехнического института, преобразованного затем в Липецкий государственный технический университет (ЛГТУ).
Сергей Леонидович Коцарь скоропостижно скончался 28 марта 2000 года в возрасте 65 лет.

## Научная и общественная деятельность
Основным направлением научной деятельности С. Л. Коцаря было изучение и разработка фундаментальных основ и общей теории динамики процессов обработки металлов давлением, в частности прокатки. Теоретические вопросы им были систематизированы в учебнике «Динамика процессов прокатки» (1997) и в многочисленных статьях. Вопросы теории и практики прокатного производства разработаны С. Л. Коцарем в 180 печатных работах и 40 изобретениях и широко применяются на крупнейших металлургических предприятиях в России и за рубежом.
За проведение комплекса исследований, способствовавших успешному освоению прокатных мощностей Стана-2000 НЛМК, С. Л. Коцарю в 1980 году присуждена Государственная премия СССР.
Сергей Леонидович Коцарь был председателем Совета ректоров высших учебных заведений Липецкой области, председателем Липецкого областного общества дружбы и сотрудничества с зарубежными странами «Липецк-партнёр», создателем и научным руководителем физико-технологического центра в Липецке.

## Звания
- Доктор технических наук
- Лауреат Государственной премии СССР
- Действительный член Российской инженерной академии
- Действительный член Королевской академии докторов Испании
- Заслуженный деятель науки и техники Российской Федерации

## Увековечение памяти
- 10 ноября 2007 года имя Коцаря присвоено улице в 29-м микрорайоне города Липецка.
- Учреждена премия имени Коцаря для молодых ученых Липецкой области.